# Alpenveilchen-Blaustern
Der Alpenveilchen-Blaustern (Scilla rosenii K. Koch, Syn.: Othocallis rosenii (K.Koch) Speta) ist eine Pflanzenart aus der Gattung der Blausterne (Scilla).

## Merkmale
Der Alpenveilchen-Blaustern ist eine ausdauernde krautige Pflanze, die Wuchshöhen von 10 bis 18 Zentimeter erreicht. Dieser Geophyt bildet Zwiebeln als Überdauerungsorgane aus. Es sind meist zwei, selten vier Laubblätter vorhanden.
Blüten gibt es meist eine, manchmal auch zwei, nur selten aber mehr. Die Blütenstiele sind 2 bis 5 Millimeter lang. Die Perigonblätter sind hellviolett mit weißem Grund, alpenveilchenartig zurückgebogen und messen meist 19 bis 25 (15 bis 30) × 4 bis 8 Millimeter. Die Samen sind eiförmig, 3 Millimeter lang und haben einen dicken, schief abgeschnittenen Ölkörper.
Die Blütezeit ist im April, selten auch noch im Mai.
Die Chromosomenzahl beträgt 2n = 12.

## Vorkommen
Das natürliche Verbreitungsgebiet umfasst die Nordost-Türkei sowie West- und Süd-Transkaukasien. Hier ist die Art auf feuchten subalpinen Wiesen zu finden.

## Nutzung
Diese Art wird selten als Zierpflanze in  Steingärten genutzt. Sie ist vermutlich seit dem 20. Jahrhundert in Kultur.

## Wissenschaftlicher Name
Karl Heinrich Koch benannte diese Art 1849 zu Ehren seines Reisebegleiters, dem Sprachwissenschaftler und Diplomaten Georg Rosen (1820–1891).

## Belege
- Eckehart J. Jäger, Friedrich Ebel, Peter Hanelt, Gerd K. Müller (Hrsg.): Exkursionsflora von Deutschland. Begründet von Werner Rothmaler. Band 5: Krautige Zier- und Nutzpflanzen. Springer, Spektrum Akademischer Verlag, Berlin/Heidelberg 2008, ISBN 978-3-8274-0918-8.